# Vincenzo Gonzaga (duca di Guastalla)
Vincenzo Gonzaga (18 maggio 1634 – Guastalla, 28 aprile 1714) è stato un nobile italiano, quarto duca di Guastalla per due volte.

## Biografia
Vincenzo era figlio di Andrea Gonzaga, Conte di San Paolo, e nipote di Ferrante II Gonzaga, Conte e poi Duca di Guastalla.
Dopo un primo matrimonio senza eredi con Teodora Porzia Guidi di Bagno (?-1672), egli sposò nel 1679 Maria Vittoria Gonzaga (1659 - 1707), figlia minore di suo cugino, il Duca di Guastalla Ferrante III Gonzaga.
Quando Ferrante III morì nel 1678 senza eredi, Guastalla venne temporaneamente governata da Ferdinando Carlo di Gonzaga-Nevers, Duca di Mantova e del Monferrato, che aveva sposato Anna Isabella Gonzaga, figlia maggiore del Duca Ferrante III, in base al contratto nuziale (confermato dalla Corte Imperiale) che di fatto escludeva gli altri Gonzaga del ramo di Guastalla. Tuttavia il nuovo Duca, oltre a non aver figli dalla moglie, si mise in urto con la Corte di Vienna per l'alleanza con la Francia.
Vincenzo divenne così Duca di Guastalla nel 1692 con l'appoggio dell'Impero e della Spagna.
Vincenzo Gonzaga ereditò nel 1707 anche i feudi di Bozzolo e Pomponesco, e nel 1710 anche quello di Sabbioneta. Rientrato nel suo ducato poco tempo dopo la cacciata dei francesi, il duca Vincenzo lo trovò completamente devastato: i vecchi tesori e capolavori d'arte erano spariti, saccheggiati dalle soldatesche; gli archivi di Stato erano stati svaligiati; la reggia era ridotta ad un bivacco. Vincenzo non sapeva dove trovare i fondi per ricostruire lo Stato. Problemi ne diede anche la famiglia: infatti il cugino Ferdinando Carlo di Gonzaga-Nevers, duca di Mantova e del Monferrato, non avendo eredi, minacciò di avvelenargli i figli, temendo di esserne spodestato. Per paura di queste minacce, il duca tenne la sua prole rinchiusa in un castello, guardato a vista da guardie armate fino ai denti. Con la caduta del duca di Mantova Ferdinando Carlo, Vincenzo Gonzaga mobilitò la sua diplomazia per chiedere l'investitura al Ducato di Mantova, richiesta che trovò la risposta imperiale da parte dell'imperatore, il quale rispose che non aveva alcuna intenzione di restituire il ducato ai Gonzaga ma di appropriarsene per sé e la sua successione Asburgica, perché nel trattato di Rastatt venne stabilito fin dall'inizio che con la conclusione del fronte italiano nella Guerra di successione spagnola, il mantovano sarebbe passato alla famiglia degli Asburgo, nella persona dell'imperatore Carlo VI. La notizia scosse talmente il duca Vincenzo Gonzaga, che morì di crepacuore, per l'offesa subita dal trattato e l'incredibile voltafaccia degli Asburgo, sapendo che Vincenzo Gonzaga aveva sempre favorito le truppe imperiali durante il conflitto.
Alla sua morte, il 28 aprile 1714, a 79 anni, gli succedette il maggiore dei suoi figli maschi, Antonio Ferrante.

## Discendenza
Vincenzo e Maria Vittoria ebbero cinque eredi:
- Maria Isabella (1680-1726);
- Antonia (1685-1687);
- Eleonora Luisa Gonzaga (1686 - 1742), sposò nel 1709 Francesco Maria de' Medici;
- Antonio Ferrante Gonzaga (1687 - 1729), Duca di Guastalla dal 1714, sposò in prime nozze Margherita Cesarini ed alla morte di questa si risposò con Teodora d'Assia-Darmstadt;
- Giuseppe Maria Gonzaga (1690 - 1746), Duca di Guastalla dal 1729, sposò Eleonora di Holstein.

Vincenzo ebbe due omonimi altrettanto famosi, membri della sua illustre prosapie: il primo di questi fu suo zio Vincenzo (1602-1694), figlio di Ferrante II, che fu Viceré di Catalogna dal 1664 al 1667 e Viceré di Sicilia nel 1678, mentre il secondo fu suo cugino Vespasiano Vincenzo (1621-1687), che fu viceré di Valencia nel 1663.

## Ascendenza
|                     |   |                            | Genitori                       |  |  | Nonni |  |  | Bisnonni         |  |  | Trisnonni          |  |
|                     |   |                            |                                |  |  |       |  |  | Cesare I Gonzaga |  |  | Ferrante I Gonzaga |  |
|                     |   |                            |                                |  |  |       |  |  | Cesare I Gonzaga |  |  | Ferrante I Gonzaga |  |
|                     |   | Isabella di Capua          |                                |  |  |       |  |  | Cesare I Gonzaga |  |  |                    |  |
| Ferrante II Gonzaga |   |                            |                                |  |  |       |  |  | Cesare I Gonzaga |  |  |                    |  |
|                     |   | Camilla Borromeo           | Giberto II Borromeo            |  |  |       |  |  |                  |  |  |                    |  |
|                     |   | Camilla Borromeo           | Giberto II Borromeo            |  |  |       |  |  |                  |  |  |                    |  |
|                     |   | Camilla Borromeo           | Margherita Medici di Marignano |  |  |       |  |  |                  |  |  |                    |  |
| Andrea Gonzaga      |   | Camilla Borromeo           |                                |  |  |       |  |  |                  |  |  |                    |  |
|                     |   | Gianandrea Doria           | Giannettino Doria              |  |  |       |  |  |                  |  |  |                    |  |
|                     |   | Gianandrea Doria           | Giannettino Doria              |  |  |       |  |  |                  |  |  |                    |  |
|                     |   | Gianandrea Doria           | Ginetta Centurione             |  |  |       |  |  |                  |  |  |                    |  |
| Vittoria Doria      |   | Gianandrea Doria           |                                |  |  |       |  |  |                  |  |  |                    |  |
|                     |   | Zanobia Del Carretto Doria | Marcantonio Del Carretto       |  |  |       |  |  |                  |  |  |                    |  |
|                     |   | Zanobia Del Carretto Doria | Marcantonio Del Carretto       |  |  |       |  |  |                  |  |  |                    |  |
|                     |   | Zanobia Del Carretto Doria | Giovanna de Leyva              |  |  |       |  |  |                  |  |  |                    |  |
| Vincenzo Gonzaga    |   | Zanobia Del Carretto Doria |                                |  |  |       |  |  |                  |  |  |                    |  |
|                     | … | …                          |                                |  |  |       |  |  |                  |  |  |                    |  |
|                     | … | …                          |                                |  |  |       |  |  |                  |  |  |                    |  |
|                     | … | …                          |                                |  |  |       |  |  |                  |  |  |                    |  |
| …                   | … |                            |                                |  |  |       |  |  |                  |  |  |                    |  |
|                     |   | …                          | …                              |  |  |       |  |  |                  |  |  |                    |  |
|                     |   | …                          | …                              |  |  |       |  |  |                  |  |  |                    |  |
|                     |   | …                          | …                              |  |  |       |  |  |                  |  |  |                    |  |
| Laura Crispiano     |   | …                          |                                |  |  |       |  |  |                  |  |  |                    |  |
|                     |   | …                          | …                              |  |  |       |  |  |                  |  |  |                    |  |
|                     |   | …                          | …                              |  |  |       |  |  |                  |  |  |                    |  |
|                     |   | …                          | …                              |  |  |       |  |  |                  |  |  |                    |  |
| …                   |   | …                          |                                |  |  |       |  |  |                  |  |  |                    |  |
|                     |   | …                          | …                              |  |  |       |  |  |                  |  |  |                    |  |
|                     |   | …                          | …                              |  |  |       |  |  |                  |  |  |                    |  |
|                     |   | …                          | …                              |  |  |       |  |  |                  |  |  |                    |  |
|                     |   | …                          |                                |  |  |       |  |  |                  |  |  |                    |  |